# ویلاکاتا
ویلاکاتا (به اسپانیایی: Vilapata) یک کوه در پرو است که در Peru, Puno Region واقع شده‌است. ویلاکاتا ۴٬۸۰۰ متر بالاتر از سطح دریا واقع شده‌است.